# Coop Roue-Libre
La Coop Roue-Libre est une coopérative de solidarité à but non lucratif dont la mission consiste à contribuer à rendre accessible le cyclisme utilitaire comme moyen de transport dans la ville de Québec,.

## Histoire
Fondée en 2009, la Coop-Roue Libre est une initiative de deux étudiants de l'École supérieure d'aménagement du territoire et de développement régional de l'Université Laval : Jonathan Charlebois et Pierre-Antoine Morin. Depuis, elle dispose d'une roulotte hébergée sur le campus de l'Université. Cette roulotte sert d'atelier d'entretien et de réparation de vélos en libre service. Cet atelier est équipé de tous les outils nécessaires aux réparations des vélos et aussi d'un réseau de conseillers pour accompagner bénévolement les usagers.
Pour Jonathan Charlebois, l'idée est de soutenir les cyclistes du campus de l'Université Laval en comblant le manque de connaissances en mécanique et des préoccupations de sécurité :

« La coopérative souhaite répondre aux besoins de nombreux cyclistes qui fréquentent le campus. En effet, le manque de connaissances en mécanique de vélo freine souvent son utilisation. Certaines personnes hésitent à utiliser leur vélo parce qu’il ne le trouve pas assez sécuritaire ou à cause de problèmes mineurs qui seraient pourtant faciles à régler. C’est le vide que nous aimerions combler. »

En plus des services de réparation et d'entretien, la Coop Roue-Libre offre aussi des formations et des services de location de vélos,.

## Projet

### Collaboration
La Coop Roue-Libre contribue au bon déroulement du Festival d'été de Québec en fournissant les supports à vélos et en assurant la sécurité des parcs de stationnement gratuit,.

### Initiative
En lien avec sa mission, la Coop Roue-Libre a développé une série de capsules vidéo de type tutoriel sur la mécanique et l'entretien du vélo.

## Prix
En 2012, La Coop Roue-Libre a remporté le deuxième prix de sa région au Défi national Co-op !

## Conseil d'administration 2024-2025
- Sylvain Gagnon, Président
- Mathieu Flamand, Secrétaire
- Andréa Surprenant, Trésorière
- Charlotte Oriol, membre
- Edouard Unterberg-Piché, membre
- Jeanne Durivage, membre